# Octafluoroxenato di cesio
L'octafluoroxenato di cesio è il sale di cesio dell'acido octafluoroxenico e si presenta di colore giallo. Assieme all'octafluoroxenato di rubidio, è il composto più stabile dello xeno in quanto si decompone solamente per riscaldamento a 400 °C.

## Sintesi
L'octafloroxenato di cesio viene sintetizzato a partire dall'eptafluoroxenato di cesio con produzione di esafluoruro di xeno:
2CsXeF7 → Cs2XeF8 + XeF6